# Mons Gruithuisen Gamma
Der Mons Gruithuisen Gamma, ein Berg auf dem Erdmond, steht neben dem Krater Gruithuisen. Er wurde 1976 nach dem deutschen Astronomen Franz von Paula Gruithuisen benannt.